# Rocky, der Irokese
Rocky (* 26. November 1926 in Berlin; † 4. Januar 1987 in Hamburg; bürgerlicher Name: Gerhard Bauer; auch bekannt als: Rocky, der Irokese) war ein deutscher Rocker, der zunächst in der Hamburger Stadtszene, später als Sänger und Mitglied des Panikorchesters, insbesondere aber nach seiner Bekehrung zum Christentum bundesweit Bekanntheit erlangte.

## Leben
Gerhard Bauer wuchs in Berlin-Wedding auf. Aufgrund der offen nationalsozialistischen Haltung seines Vaters innerhalb einer größtenteils kommunistisch eingestellten Nachbarschaft distanzierten sich Mitschüler von ihm. 1943 meldete er sich freiwillig zum Militärdienst, wo er aufgrund einer Stelle in der Ordonnanz bei den Offizieren vom unmittelbaren Kampfgeschehen weitgehend unberührt blieb. Zum Kriegsende kam er in amerikanische Kriegsgefangenschaft, aus der er 1946 wieder entlassen wurde.
Es folgte eine baldige Verlobung und die Geburt seines ersten Kindes. In seiner Arbeitslosigkeit begann er als Fluchthelfer tätig zu werden, was schließlich eine Verurteilung zu lebenslanger Freiheitsstrafe zur Folge hatte. Im Gefängnis Bautzen begann er mit dem Tätowieren seines Körpers.
Bei seiner Begnadigung 1957 fand Bauer eine private Leere vor. Nachdem der Vater bereits 1945 im Krieg erschossen worden war, war kurz vor seiner Entlassung auch die Mutter verstorben. Seine ehemalige Verlobte war inzwischen vier Jahre mit einem anderen Mann verheiratet. Bauer entschied sich für eine Ausbildung zum Krankenpfleger und arbeitete anschließend in einer Einrichtung für Schwerbehinderte, wurde jedoch 1964 aufgrund seiner Tätowierungen wieder entlassen. Als Protestreaktion darauf ließ er sein Gesicht sowie den gesamten Körper tätowieren. Den größten Teil seiner Tätowierungen ließ er sich von dem Hamburger Tätowierer Heinrich Dietz anfertigen. Das veränderte Aussehen brachte ihn bald darauf in Kontakt mit der Rockerszene. Er schloss sich im Folgenden einer Gruppe an und stieg hier schnell zu höheren Posten auf. Aufgrund von Verübung diverser Straftaten mitunter mit Todesfolge erneut vor Gericht, erhielt er eine relativ milde zweijährigen Bewährungsstrafe.
1974 entschied Bauer, sich endgültig vom kriminellen Milieu abzuwenden. Über einen Freund bekam er Kontakt zur Musikszene der Rocker. Hier wurde Udo Lindenberg auf ihn aufmerksam. Von 1976 bis 1984 tourte Bauer mit Lindenbergs Panikorchester. 1980 brachte Telefunken seine erste Solo-Single Ich such ’n Job heraus, eine von Ulf Krüger ins Deutsche übersetzte Coverversion des Tim-Curry-Songs I Do the Rock. Mit diesem Song trat er am 2. Juni 1980 in der 112. disco bei Ilja Richter auf. Als er bei der Fernsehaufzeichnungen der Show Götterhämmerung mit Udo Lindenberg und dem Panikorchester zusammenbrach, wurde bei einer Untersuchung eine Krebserkrankung diagnostiziert. Um das schnelllebige Leben im Musikbusiness sowie seine schmerzhafte Erkrankung zu verarbeiten, rutschte er in die Heroin-Abhängigkeit. Udo Lindenberg blieb in Kontakt mit ihm und besuchte ihn am Krankenbett.
Ein Jahr später kam Bauer über eine christliche Pantomime-Gruppe in Kontakt mit dem Christentum. Laut eigenen Angaben verbrachte er sechs Stunden im Hamburger Jesus-Center im Gespräch und Gebet, bevor er sich für eine Bekehrung zum Glauben hin entschied. Der radikale Umschwung Bauers von der Rockerszene in christliche Kreise machte ihn dort schnell bekannt. In den wenigen Jahren bis zu seinem Tod im Januar 1987 war er als Gastredner zu unterschiedlichen christlichen Veranstaltungen eingeladen. Unter dem Titel Rocky – Der Mann mit der Maske brachte der R. Brockhaus Verlag 1987 seine von Michael Ackermann aufgeschriebene Biografie heraus, außerdem erschien im ERF-Verlag die gleichnamige Hörkassette. Kurz vor seinem Tod zeichnete er ein Interview mit Günther Klempnauer auf.

## Diskografie
- Ich such ’n Job / Schluss mit dem Stuss (Single; Telefunken)[6]

- Rocky – Der Mann mit der Maske. (ERF-Verlag)
- Rocky – Deine Seele gehört mir. Ein Interview mit Rocky von Günther Klempnauer. (Hänssler-Verlag, 1987)